# Interstate 26
Interstate 26 (I-26) é uma das principais rodovias interestaduais no Região Sudeste dos Estados Unidos. A rodovia passa de oeste a leste pelo Tennessee, pela Carolina do Norte e pela Carolina do Sul. Nominalmente leste-oeste, como indicado pelo seu número par, a I-26 vai desde a junção da U.S. Route 11W (US 11W) e da US 23 em Kingsport, Tennessee, geralmente para sudeste até à US 17 em Charleston, Carolina do Sul. A parte de Mars Hill, Carolina do Norte, para leste (bússola sul) até à I-240 em Asheville, Carolina do Norte, tem sinais que indicam FUTURA I-26, porque a autoestrada ainda não cumpre todas as normas das Autoestradas Interestaduais.
A norte de Kingsport, a US 23 continua até Portsmouth, Ohio, como Corredor B do Appalachian Development Highway System, e mais além até Columbus, Ohio, como Corredor C. Em conjunto com o corredor Columbus-Toledo em Ohio, formado pela I-75, US 23 e State Route 15 (SR 15), a I-26 faz parte de uma autoestrada de quatro ou mais faixas de alta velocidade, desde os Grandes Lagos até à Costa Atlântica em Charleston, Carolina do Sul.